# الطريق الذي لم يسلك (قصيدة)

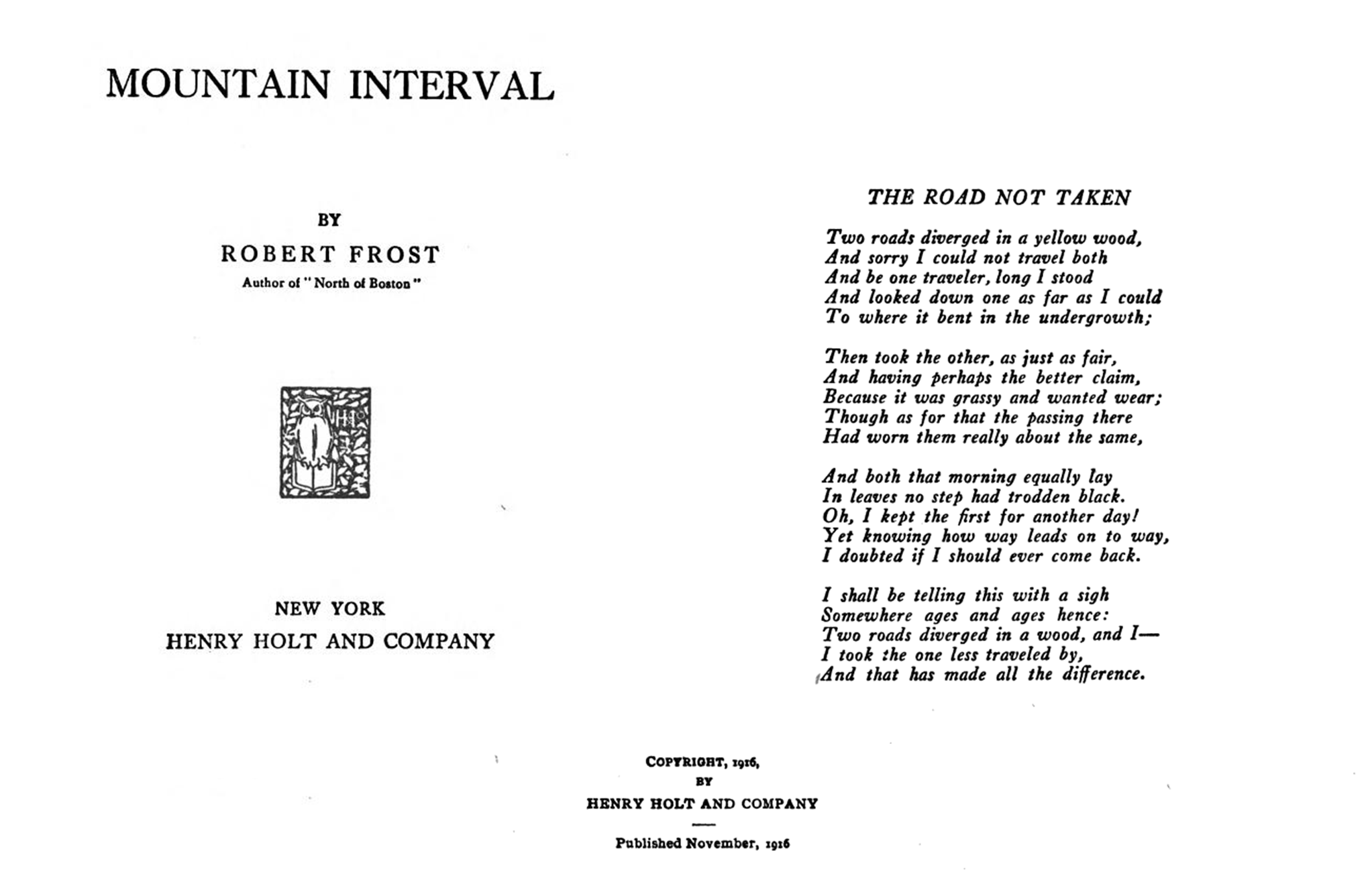
غلاف الفاصل الجبلي، بالإضافة إلى الصفحة التي تحتوي على "الطريق الذي لم يُسلَك"

" الطريق الذي لم يُسلك " هي قصيدة سردية كتبها روبرت فروست، نُشرت لأول مرة في أغسطس ١٩١٥ لعدد مجلة أتلانتيك الشهرية ،  وتم نشرها لاحقًا كأول قصيدة في المجموعة الشعرية " الفاصل الجبلي" لعام ١٩١٦ الذي كان موضوعها الرئيسي عن انحراف المسارات، بالمعنى الحرفي والمجازي، على الرغم من أن تفسيرها معروف بكونه معقدًا ويحتمل أن يكون متباينًا.
يختلف المنشور الأول الذي نشر عام ١٩١٥ عن المنشور الذي نشر عام ١٩١٦ في المجموعة الشعرية " الفاصل الجبلي": في السطر الثالث عشر تم استبدال كلمة "عٌلّم عليه" بكلمة "أبقي" ووضِعت علامة شرطة محل الفاصلة في السطر الثامن عشر.

## الخلفية
أمضى فروست الأعوام من ١٩١٢ إلى ١٩١٥ في إنجلترا، حيث كان من بين معارفه الكاتب إدوارد توماس. أصبح توماس وفروست صديقين مقربين وقاما بالتنزه معًا كثيرًا.
في أحد الأيام، بينما كانوا يسيرون معًا، صادفوا طريقين. احتار توماس بشأن الطريق الذي يجب عليه أن يسلكه، وكان غالبًا في وقت لاحق يندب توماس على عدم سلكهم الطريق الآخر. وبعد ان رجع فروست إلى نيو هامبشاير في عام ١٩١٥، أرسل إلى توماس نسخة مسبقة من قصيدته "الطريق الذي لم يُسلك". أخذ توماس القصيدة بشكلٍ جاد وشخصي، ولربما كان لها تأثيرًا كبيرًا في قراره بالانضمام إلى الحرب العالمية الأولى. قُتل توماس بعد ذلك بعامين في معركة أراس .

## التحليل

### تركبية القصيدة
تتكون القصيدة من أربعة مقاطع، كل مقطع يتكون من خمسة أسطر مع مخطط القافية ABAAB؛ يتناغم السطر الأول مع السطر الثالث والرابع، والسطر الثاني يتناغم مع السطر الخامس. الوزن الشعري عبارة عن iambic tetrameter ، حيث يحتوي كل سطر على أربعة مقطعين لفظيين، على الرغم من أنه في كل سطر تقريبًا، في مواضع مختلفة، يتم استبدال an iamb بـanapest [بحاجة لمصدر] 

### الوزن الشعري
تُقرأ قصيدة "الطريق الذي لم يُسلك" بشكل تحادثي، ويبدأ كنوع من التصوير الفوتوغرافي للحظة هادئة في غابة صفراء (تصويري).
تنوع الوزن العشري في القصيدة يضفي طابعًا بسيطًا وإحساسًا بالفكر يحدث بشكل عفوي، مؤثرًا على حس القارئ بالتوقع. في بعض الأسطر التي تحتوي بشكل صارم على iambs ، يدعم الوزن الشعري الأكثر تناسقًا فكرة التقدم نحو التسليم لنوع من الواقع:
"though as for that the passing there…"
في السطر الأخير، يعمل الوزن الشعري مع القافية بشكل مختلف تمامًا ويلفت انتباه القارئ.

## الإستقبال
يعد "الطريق الذي لم يُسلك" أحد أشهر أعمال فروست. ومع ذلك، فهي قصيدة يساء فهمها كثيرًا،  وغالبًا ما تُقرأ ببساطة على أنها قصيدة تدعم فكرة "اتباع طريقك الخاص"، مع انه في الحقيقة يعبر عن بعض السخرية فيما يتعلق بمثل هذه الفكرة.

وصف ديفيد أور عام ٢٠١٥ في Paris Review سوء الفهم بهذه الطريقة:
يخبرنا المتحدث في القصيدة أنه "سوف يخبرنا"، في مرحلة ما في المستقبل، كيف سلك الطريق الأقل ارتيادًا... ومع ذلك فقد اعترف بالفعل بأن المسارين متشابهين حيث قال:
"equally lay / in leaves"
“passing there / had worn them really about the same."

 لذا فإن الطريق الذي سيسميه لاحقًا "الطريق الأقل ارتيادًا" هو في الحقيقة طريق متساوي الارتياد بالطريق الآخر. الطريقان قابلان للتبادل.
واختتم أور بالإشارة إلى ما يلي: "إنها قصيدة تتحدث عن ضرورة الاختيار وهي بطريقة ما، مثل مؤلفها، لا تقوم بالاختيار ابدًا - بل تعيدنا مرارًا وتكرارًا إلى نفس مفترق الطرق الغامض والمظلل بأوراق الشجر." 
كتب فروست القصيدة على سبيل المزاح لصديقه إدوارد توماس، الذي كان غالبًا ما يتردد بشأن الطريق الذي يجب أن يسلكه عندما كانا يتنزها معًا. تنص تقييمات الكتب في مجلة نيويورك تايمز عن سيرة براين هول الذاتية " اخفاق فروست " لعام ٢٠٠٨ على ما يلي: "أيًا كان الطريق الذي سيسلكونه، فمن المؤكد أنهم سيفتقدون شيئًا جيدًا على المسار الآخر". أما عن "التنهد" المذكور في المقطع الأخير، فيمكن اعتباره اما تعبيرًا عن الندم أو الرضا. مع ذلك، توجد اهميه في التفرقه بين ما قاله المتحدث للتو عن الطريقين وبين ما سيقوله في المستقبل. وفقًا للورانس طومسون، كاتب سيرة فروست، انه عندما كان فروست على وشك قراءة القصيدة ذات مرة، علق لمستمعيه، "عليك أن تكون حذرًا من تلك القصيدة؛ إنها قصيدة صعبة - صعبة للغاية"، ربما كان يشير إلى سخرية الاحتمالات في القصيدة.
يشير طومسون الى أن راوي القصيدة هو "الشخص الذي يهدر طاقته عادةً في الندم على أي خيار تم اتخاذه وهو يتنهد متأخرًا وحزينًا على الخيار الجذاب الذي لم يتخذته". يقول أيضًا أنه عندما كانت تُقدم القصيدة في اجتماعات لقراءة النصوص الأدبية كان يقول فروست انه استلهم المتحدث في القصيدة من صديقه توماس. وعلى حد تعبير فروست، كان توماس "شخصًا أي طريق يسلكه، سيشعر بالأسف لأنه لم يسلك الطريق الآخر. لقد كان قاسيًا على نفسه بهذه الطريقة." 

## في الثقافة الشعبية
سُلط الضوء على سوء الفهم حول معنى القصيدة في مسلسل Netflix التلفزيوني Orange Is the New Black .

## المراجع

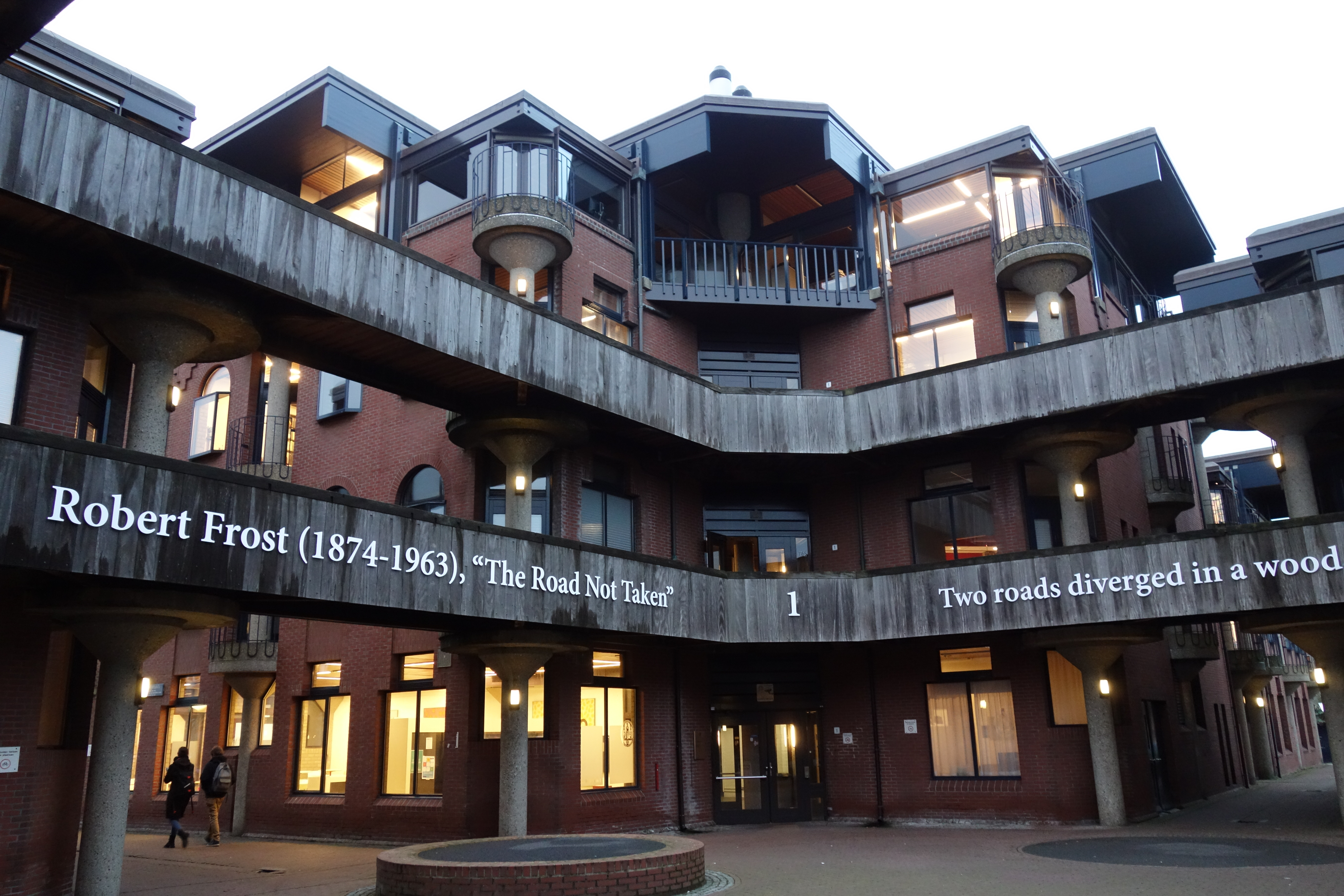
اقتباس من القصيدة على مبنى في ليدن